# Степанов, Александр Сергеевич (физик)
Алекса́ндр Серге́евич Степа́нов (род. 1937) — российский учёный в области метеорологии и физики атмосферы, доктор физико-математических наук (1977), заслуженный деятель науки РФ (1997).
Родился 12 января 1937 года в Краснодаре. После окончания школы (с золотой медалью) поступил в МГУ на физфак. В 1961 году по распределению направлен в Физико-энергетический институт (Обнинск).
Занимался реализацией идеи применения реакторов для термоэмиссионного преобразования энергии, выполнил цикл работ по теории переноса в слабоионизированной плазме, на основании которых подготовил и в 1966 году защитил кандидатскую диссертацию.
В 1969 году перешёл на работу в организованный незадолго до этого Институт экспериментальной метеорологии (вошедшем в 1986 году в НПО «Тайфун»): старший научный сотрудник, зав. отделом, с 1990 года — зам. директора ИЭМ по научной работе.
В 1977 году защитил докторскую диссертацию:
- Исследование микрофизических процессов в дисперсных средах (облаках) : диссертация … доктора физико-математических наук : 01.04.12. — Обнинск, 1976. — 367 с. : ил.

Вместе в В. А. Борзиловым вывел уравнение броуновской коагуляции пространственно неоднородной системы заряженных частиц методами теории многочастичных взаимодействий. Обосновал кинетические уравнения для конденсационного и коагуляционного роста облачных капель на основе аппарата неравновесной статистической механики. Выполнил исследования по связи Эйлеровых и лагранжевых характеристик в турбулентном потоке.
В 1997 году Указом Президента присвоено звание «Заслуженный деятель науки РФ».

## Сочинения
- Плазменное термоэмиссионное преобразование энергии [Текст] / И. П. Стаханов, А. С. Степанов, В. П. Пащенко, Ю. К. Гуськов. — М.: Атомиздат, 1968. — 392 с. : ил.; 21 см.
- Вывод уравнения коагуляции для броуновски движущихся частиц / А. С. Степанов // Труды ИЭМ. — 1971. — Вып. 23. — С. 3—16.
- Борзилов В. А., Седунов Ю. С., Степанов А. С. Кинетическое уравнение ионной зарядки облачных частиц // Изв. АН ССР. Физика атмосферы и океана, 1973. — Т.9, № 4. — С. 386—398.